# Mitragyna ledermannii
Espèce
Synonymes
- Adina ledermannii K. Krause[2]
- Adina ledermannii K.Krause[3]
- Fleroya ledermannii (préféré par NCBI)[4]
- Fleroya ledermannii (K. Krause) Y. F. Deng (préféré par GRIN)[2]
- Fleroya ledermannii (K.Krause) Y.F.Deng[5]
- Hallea ciliata (Aubrév. & Pellegr.) J.-F. Leroy[2]
- Hallea ciliata (Aubrév. & Pellegr.) J.-F.Leroy[3]
- Hallea ledermannii (K. Krause) Verdc.[2]
- Hallea ledermannii (K.Krause) Verdc.[3] [5]
- Mitragyna ciliata Aubrév. & Pellegr.[3] [2]
- Mitragyna ledermannii (K. Krause) Ridsdale[2]
- Mitragyna ledermannii (K.Krause) Ridsdale[3]
- Mitragyna ledermannii[4]

Statut de conservation UICN

 VU A1c : Vulnérable
Mitragyna ledermannii est une espèce de plantes de la famille des Rubiaceae. Nom vernaculaire: bahia (de l’agni),.
Son épithète spécifique rend hommage au botaniste Carl Ludwig Ledermann.